# Eriopyga scalaris
Eriopyga scalaris är en fjärilsart som beskrevs av Max Wilhelm Karl Draudt 1924. Eriopyga scalaris ingår i släktet Eriopyga och familjen nattflyn. Inga underarter finns listade i Catalogue of Life.